# Dean Foods
La Dean Foods è un'azienda alimentare statunitense di prodotti lattiero caseari.

## Storia
La Dean Foods venne fondata a Dallas nel 1925.
Nel mese di novembre del 2019, la società dichiarò il fallimento richiamandosi al Chapter 11 a causa del calo dei consumi di latte vaccino. Il 1º maggio dell'anno seguente, la Dean Foods venne acquisita dalla Dairy Farmers of America.
La Dean Foods presenta oggi 66 stabilimenti di produzione in 32 stati del Paese, e distribuisce i suoi prodotti in tutti gli USA. Fra i 24 marchi di proprietà della Dean Foods vi sono DairyPure, TruMoo, Friendly's, Mayfield, Dean's, Meadow Gold, Tuscan, TGLee e Alta Dena.